# کامو اودومیان
کامو بابی اودومیان (Կամո Բաբիի Ուդումյան؛ زادهٔ ۲۵ دسامبر ۱۹۲۷ – درگذشته ۳ سپتامبر ۲۰۱۱) یک دیپلمات، و سیاستمدار اهل ارمنستان که بین سال‌های ۱۹۷۲ تا ۱۹۷۵ وزیر امور خارجه ارمنستان شوروی بود.